# Oignies
Oignies är en kommun i departementet Pas-de-Calais i regionen Hauts-de-France i norra Frankrike. Kommunen ligger i kantonen Courrières som tillhör arrondissementet Lens. År 2022 hade Oignies 10 260 invånare.

## Befolkningsutveckling
Antalet invånare i kommunen Oignies
| Referens: INSEE |